# Good! Afternoon
Good! Afternoon (good! アフタヌーン, Guddo! Afutanūn) est un magazine de prépublication de manga de type seinen publié par Kōdansha depuis novembre 2008. Initialement publié de manière bimensuelle, il paraît de manière mensuelle à partir de fin 2012. Il s'agit d'un magazine dérivé du Monthly Afternoon.

## Mangas prépubliés dans leGood! Afternoon
|  | Manga en inactivité |

| Titre                                                                            | Auteur                                             | Première publication |
| -------------------------------------------------------------------------------- | -------------------------------------------------- | -------------------- |
| Witchcraft Works (ウィッチクラフトワークス, Witchikurafuto Wākusu)               | Ryū Mizunagi                                       | mars 2010            |
| Grand Blue (ぐらんぶる, Guranburu)                                               | Kimitake Yoshioka (dessin), Kenji Inoue (scénario) | avril 2014           |
| Sorry for My Familiar (ウチの使い魔がすみません, Uchi no Tsukai ma ga Sumimasen) | Tekka Yaguraba                                     | janvier 2016         |
| Drifting Dragons (空挺ドラゴンズ, Kūtei Doragonzu)                               | Taku Kuwabara                                      | juin 2016            |
| Magus of the Library (圕の大魔術師, Toshokan no Daimajutsushi)                   | Mitsu Izumi                                        | novembre 2017        |
| Uchi no Shishō wa Shippo ga Nai (うちの師匠はしっぽがない)                       | TNSK                                               | janvier 2019         |
| Shark Girl (サメガール)                                                          | Shuji Yukimoto                                     | mai 2019             |
| Dēryizu (デーリィズ)                                                             | Megochimo                                          | juin 2019            |
| Otonari ni Ginga (おとなりに銀河)                                                | Gido Amagakure                                     | avril 2020           |
| Suika-tachi (スイカ)                                                             | Mori Tonkatsu                                      | septembre 2020       |
| Towa × Baretto ─ Kaijū Gakuen (永久×バレット ─怪獣学園─)                         | Gendo (dessin), Morion Kokuu (scénario)            | octobre 2020         |
| New Jigokudo Reikai Tsushin (地獄堂霊界通信, Jigokudō Reikai Tsūshin)            | Mimori (dessin), Hinowa Kozuki (scénario)          | octobre 2020         |
| Bare teru! Kakuterunaito (バレてる！ カクテルナイト)                             | Toshinori Takayama                                 | novembre 2020        |
| Roku Dou Tōsō Jì (六道闘争紀)                                                    | Serina Oda                                         | février 2021         |
| Renkinjutsu Mujintō Savu~aibu (錬金術無人島サヴァイブ)                           | Kon Iguchi                                         | avril 2021           |
| Shūmatsu Geinin (週末芸人)                                                       | Kubota Noto                                        | juillet 2021         |
| Vintage (ビンテイジ, Binteiji)                                                   | Akahori                                            | août 2021            |
| Tori ma, Furo Ikane? (とりま、風呂いかね？)                                      | Wataru Ishii                                       | septembre 2021       |
| Hoshizukai Serena (星使いセレナ)                                                 | LEN[A-7]                                           | novembre 2021        |